# Alain Ambrosino
Alain Ambrosino (Casablanca, Monako, 15. lipnja 1951.) je francuski umirovljeni vozač relija.
Najveći dio svoje reli karijere proveo je vozeći utrke na afričkom kontinentu. Afrički prvak u reliju bio je tri godine (1983., 1986. i 1987.). Na utrkama svjetskog prvenstva u reliju počeo je nastupati sezone 1974. Debitirao je te godine na utrci u SAD-u, reliju "Press-on-Regardless Rally" vozeći Alpine-Renault A110 1800, ali utrku nije završio zbog tehničkih problema. Najveće uspjehe je zabilježio na Reliju Obala Bjelokosti, gdje je zabilježio jedinu pobjedu sezone 1988. vozeći automobil Nissan 200SX, dok je u sezoni sezoni 1980. i sezoni 1985. završio kao treći.